# لونگ‌جینگ (جی‌لین)
لونگ‌جینگ (چینی: 龙井; پین‌یین: Lóngjǐng) یا ریونگ‌جونگ (به کره‌ای: 룡정) شهری در سطح شهرستان است که در جنوب شرقی استان جی‌لین، چین و در محدوده ولایت خودمختار یانبیان کره‌ای قرار دارد. این شهر در کنار رود تومن واقع شده و روبه‌روی شهر هوریونگ در کره شمالی قرار دارد. لونگ‌جینگ به‌عنوان «فرهنگ عامیانه کره‌ای در چین» شناخته می‌شود؛ جایی که بیشترین تمرکز جمعیت کره‌ای‌تبار را در کشور دارد و فرهنگ سنتی کره‌ای در آن به‌خوبی حفظ شده است.
جمعیت لونگ‌جینگ حدوداً ۱۶۷٬۰۰۰ نفر است که از این تعداد، ۱۱۰٬۸۰۰ نفر کره‌ای هستند که ۶۶٫۴٪ از جمعیت کل شهر را تشکیل می‌دهند.
نواحی شهری لونگ‌جینگ  در فاصله‌ای ۳۰ کیلومتری با فاصله مرز کره شمالی قرار دارد. این «شهر در سطح شهرستان» ۱۴۲٫۵ کیلومتر مرز مشترک با کره شمالی (استان هامگیونگ شمالی) دارد. شهر یانجی، مرکز ولایت، در فاصله‌ای ۱۵ کیلومتری در شمالشرق قرار دارد. 

## تقسیمات اداری
شهر لونگ‌جینگ به ۳ ناحیه، ۵ شهرک، و ۲ قصبه تابعه تقسیم شده است.
| نام                             | حروف چینی | پین‌یین             | زبان کره‌ای (معیار چینی) | مک‌کیون–ریشاور لاتین‌نویسی اصلاح‌شده   | زبان کره‌ای (معیار سئولی) | مک‌کیون–ریشاور لاتین‌نویسی اصلاح‌شده   |
| ------------------------------- | --------- | ------------------ | ----------------------- | ----------------------------------- | ------------------------ | ----------------------------------- |
| ناحیه آن‌مین                     | 安民街道  | Ānmín jiēdào       | 안민가도                | Anmin-kado Anmin-gado               | 안민가도                 | Anmin-kado Anmin-gado               |
| ناحیه لونگ‌من / ریونگ‌مون         | 龙门街道  | Lóngmén jiēdào     | 룡문가도                | Ryongmun-kado Ryongmun-gado         | 룽먼가도                 | Rungmŏn-kado Rungmeon-gado          |
| ناحیه لی‌یوان / ای‌وون            | 梨园街道  | Lóngmén jiēdào     | 이원가도                | Iwŏn-kado Iwon-gado                 | 리완가도                 | Riwan-kado Riwan-gado               |
| شهرک ژی‌شین / جیشین              | 智新镇    | Zhìxīn zhèn        | 지신진                  | Chishin-chin Jisin-jin              | 즈신진                   | Chŭshin-chin Jeusin-jin             |
| شهرک دونگ‌شنگ‌یونگ / دونگ‌سونگ‌یونگ | 东盛涌镇  | Dōngshèngyǒng zhèn | 동성용진                | Tongsŏngyong-chin Dongseongyong-jin | 둥성융진                 | Tungsŏngyung-chin Dungseongyung-jin |
| شهرک سان‌هه / سام‌هاپ             | 三合镇    | Sānhé zhèn         | 삼합진                  | Samhap-chin Samhap-jin              | 싼허진                   | Ssanhŏ-chin Ssanheo-jin             |
| شهرک کای‌شان‌تون / که‌سان‌تون       | 开山屯镇  | Kāishāntún zhèn    | 개산툰진                | Kaesant'un-chin Gaesantun-jin       | 카이산툰진               | K'aisant'un-chin Kaisantun-jin      |
| شهرک لاوتووگوو / راتوگو         | 老头沟镇  | Lǎotóugōu zhèn     | 로투구진                | Rot'ugu-chin Raotougou-jin          | 라오토우고우진           | Rotugu-chin Raot'ougou-jin          |
| قصبه بای‌جین / بگگیم             | 白金乡    | Déxīn xiāng        | 백금향                  | Paekkŭm-hyang Baekgeum-hyang        | 바이진향                 | Paijin-hyang Baijin-hyang           |
| قصبه ده‌شین / دوک‌شین             | 德新乡    | Déxīn xiāng        | 덕신향                  | Tŏkshin-hyang Deoksin-hyang         | 더신향                   | Tŏshin-hyang Deosin-hyang           |